# Paul Atkin
Paul Anthony Atkin (sinh ngày 3 tháng 9 năm 1969 ở Nottingham, Anh) là một cựu cầu thủ bóng đá người Anh.
Atkin ngồi dự bị cho York khi đánh bại Manchester United 3-0 tại Old Trafford tại League Cup năm 1995.